# Urocystis ranunculi-aucheri
Urocystis ranunculi-aucheri är en svampart som beskrevs av Vánky 1983. Urocystis ranunculi-aucheri ingår i släktet Urocystis och familjen Urocystidaceae.   Inga underarter finns listade i Catalogue of Life.